# Saint-Leu
Saint-Leu – miasto w Reunionie (departament zamorski Francji). Według danych INSEE w 2019 roku liczyło 35 062 mieszkańców. Przemysł spożywczy, włókienniczy.

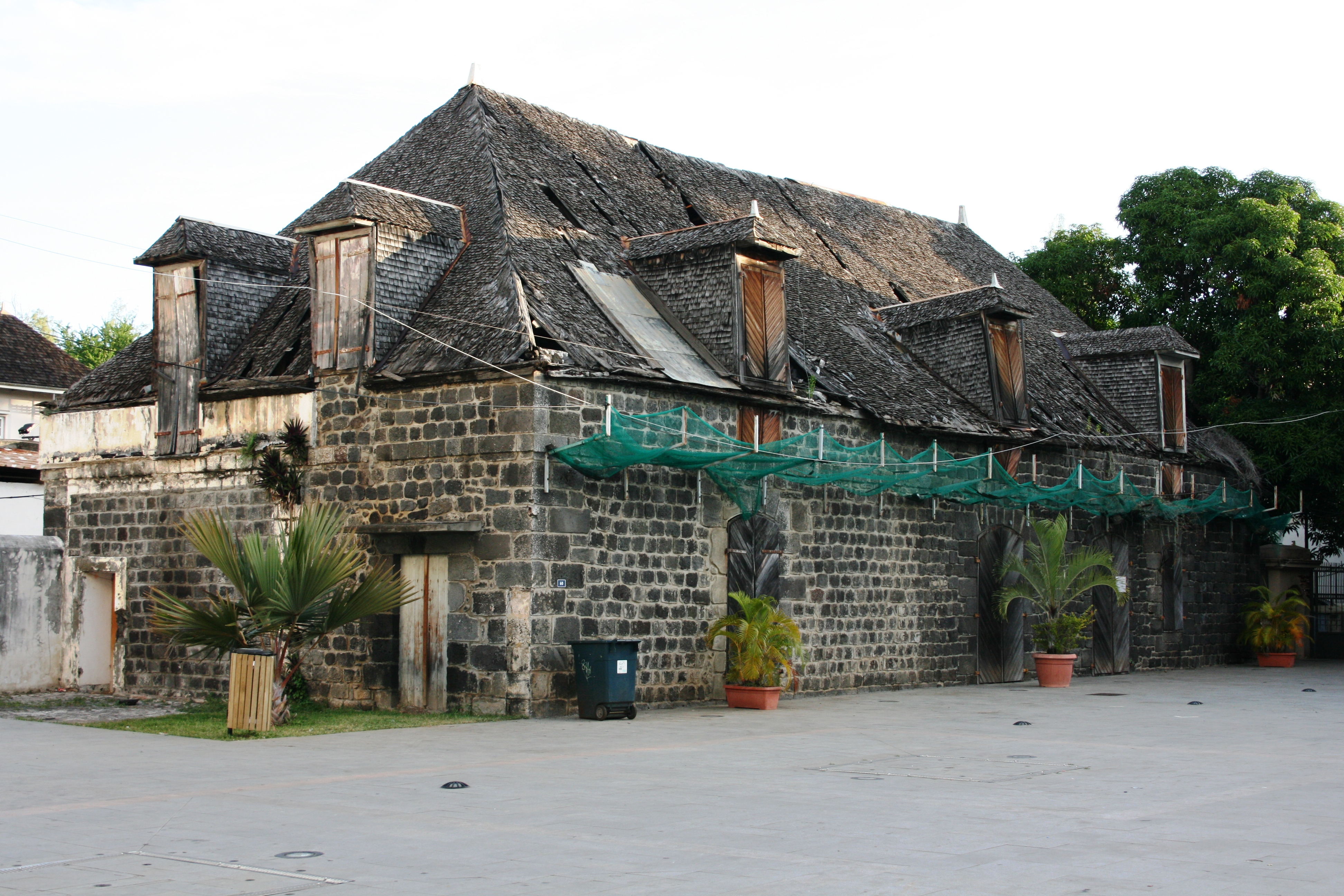
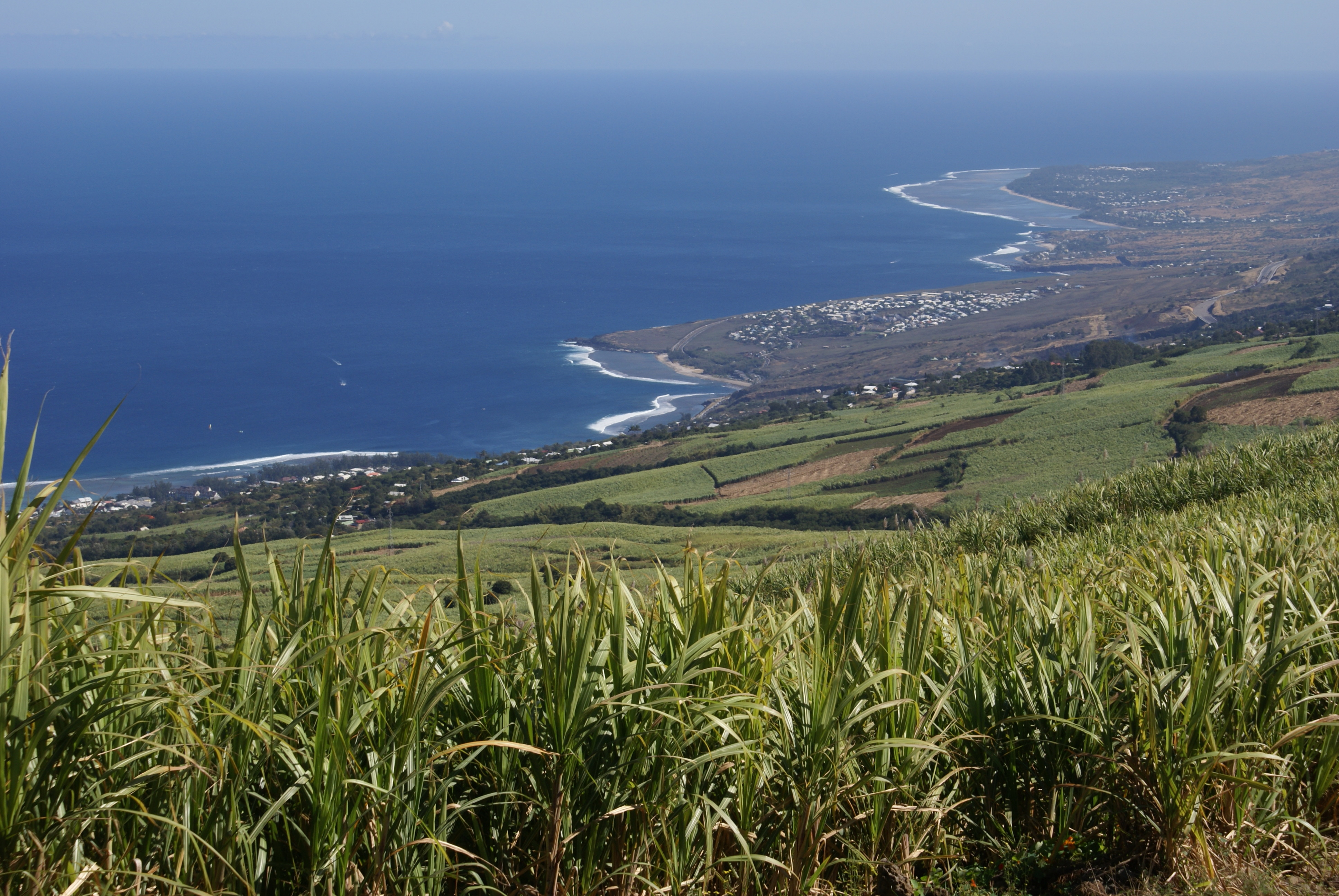
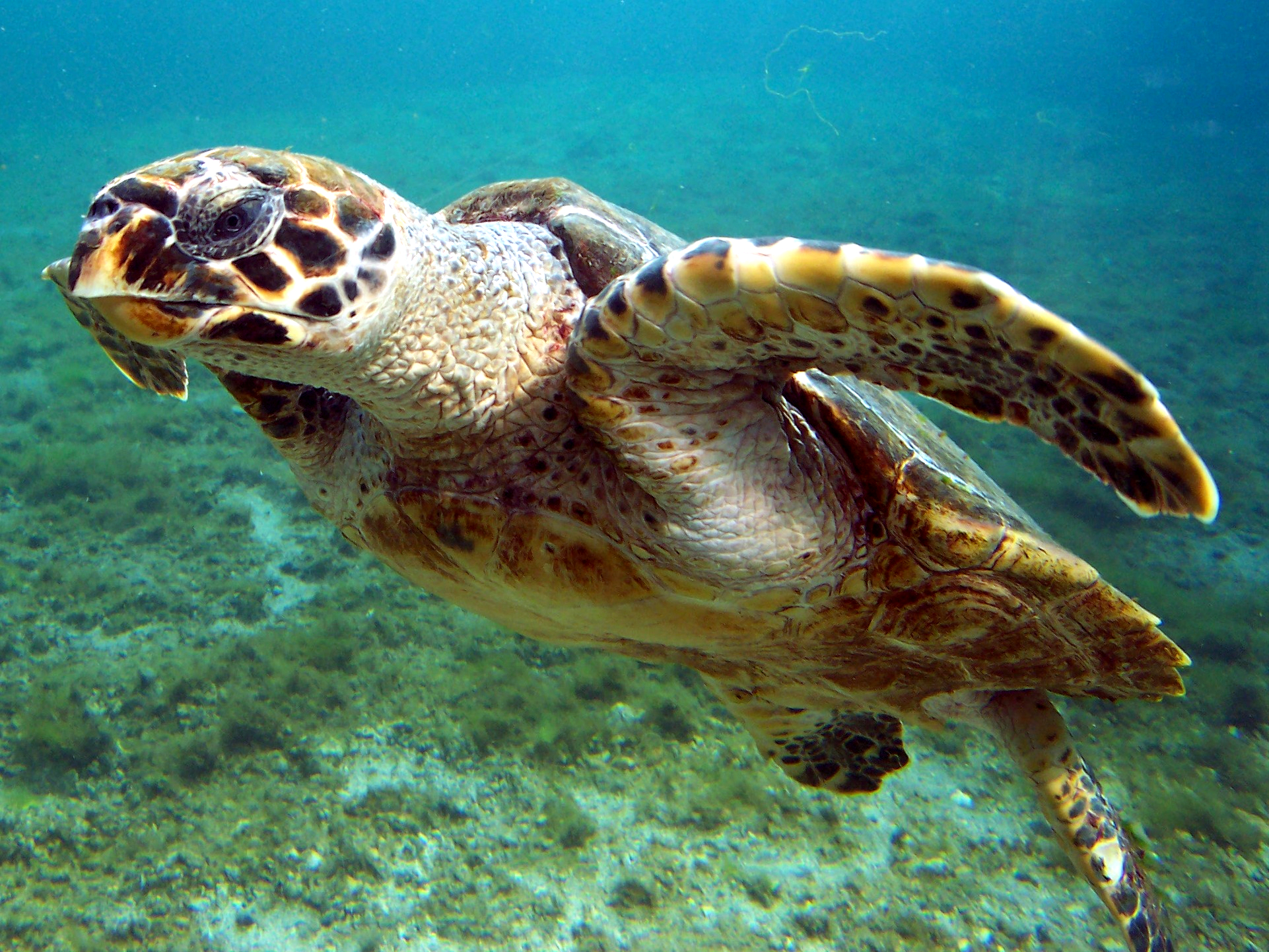
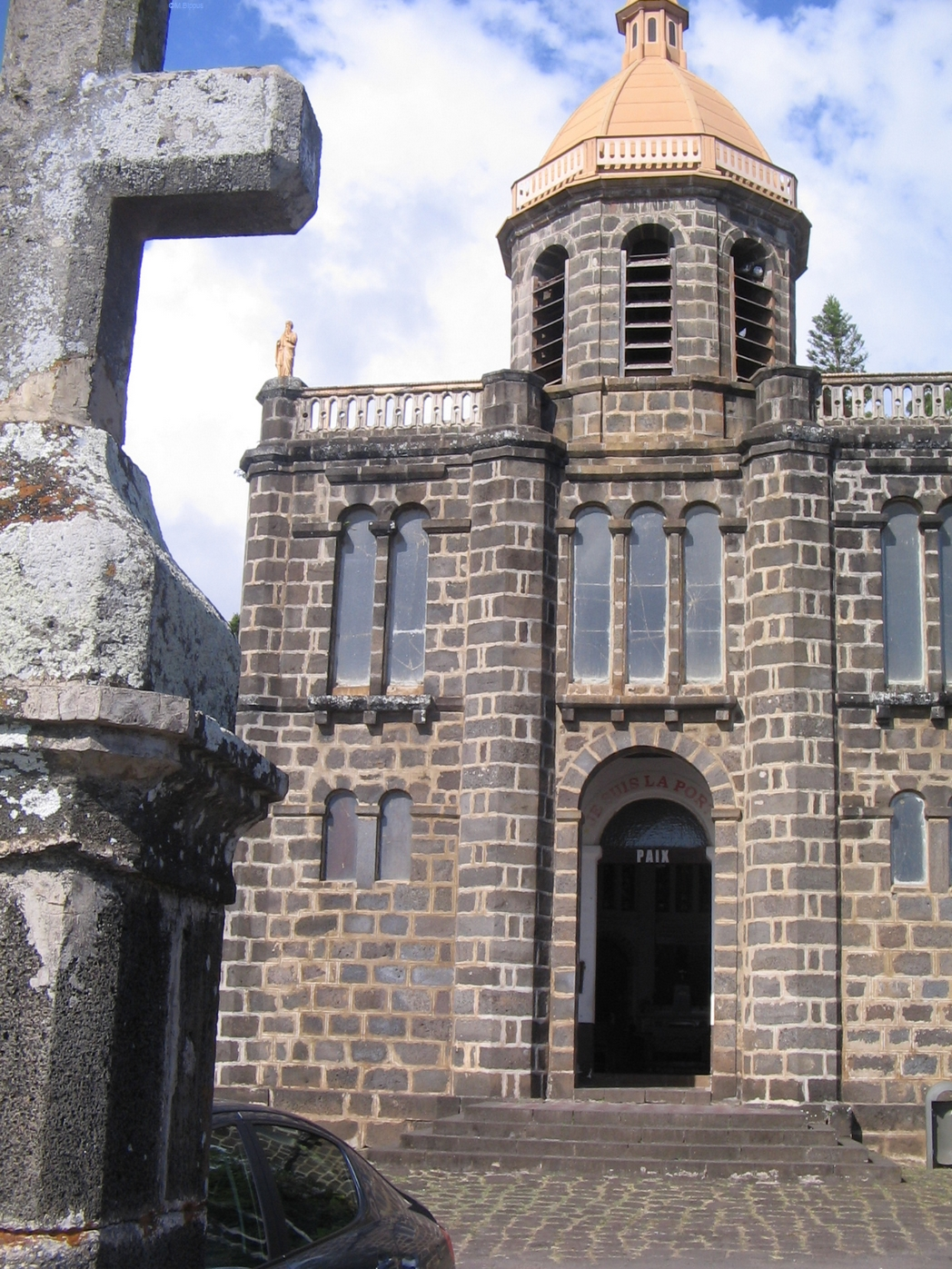
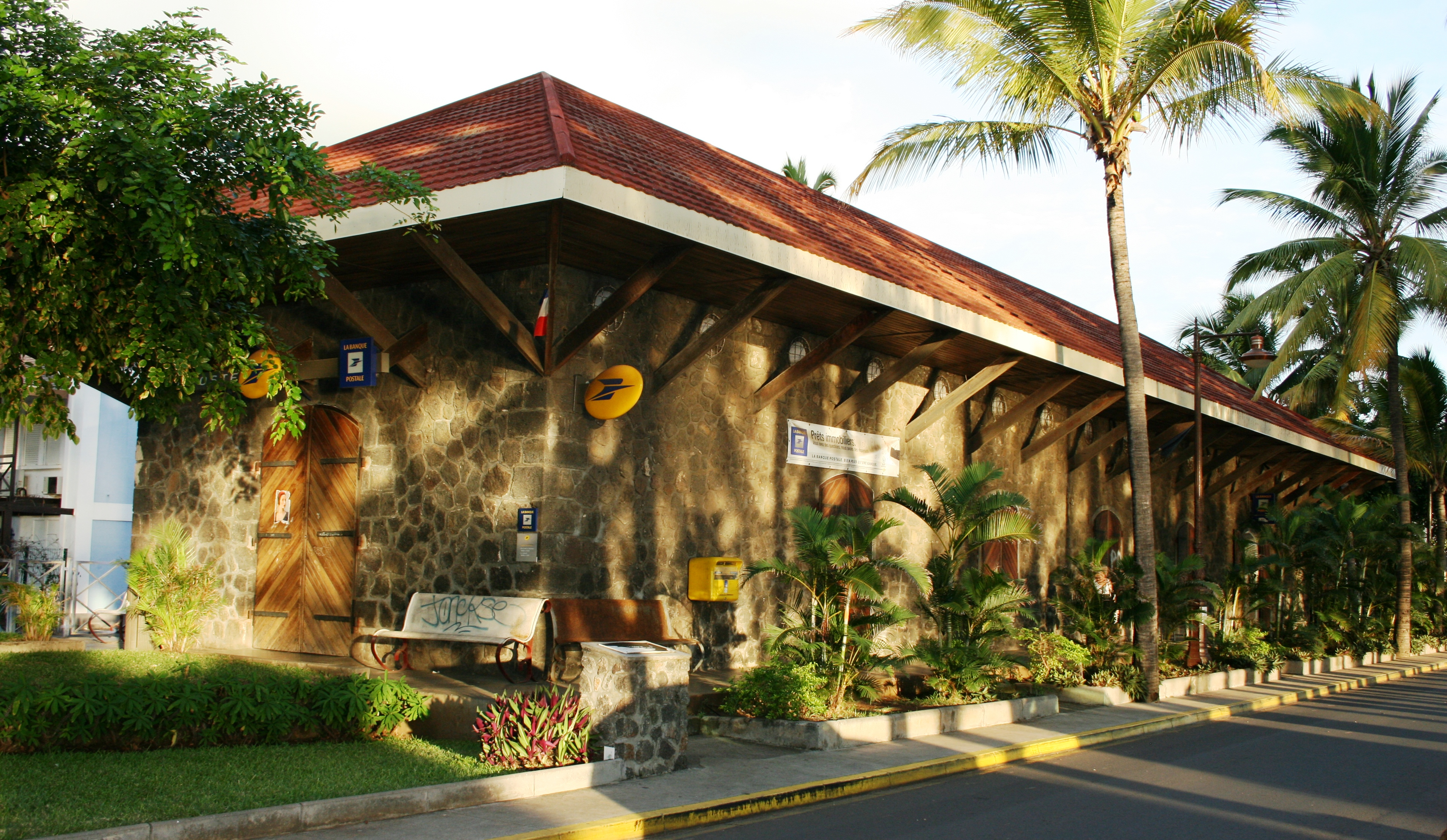
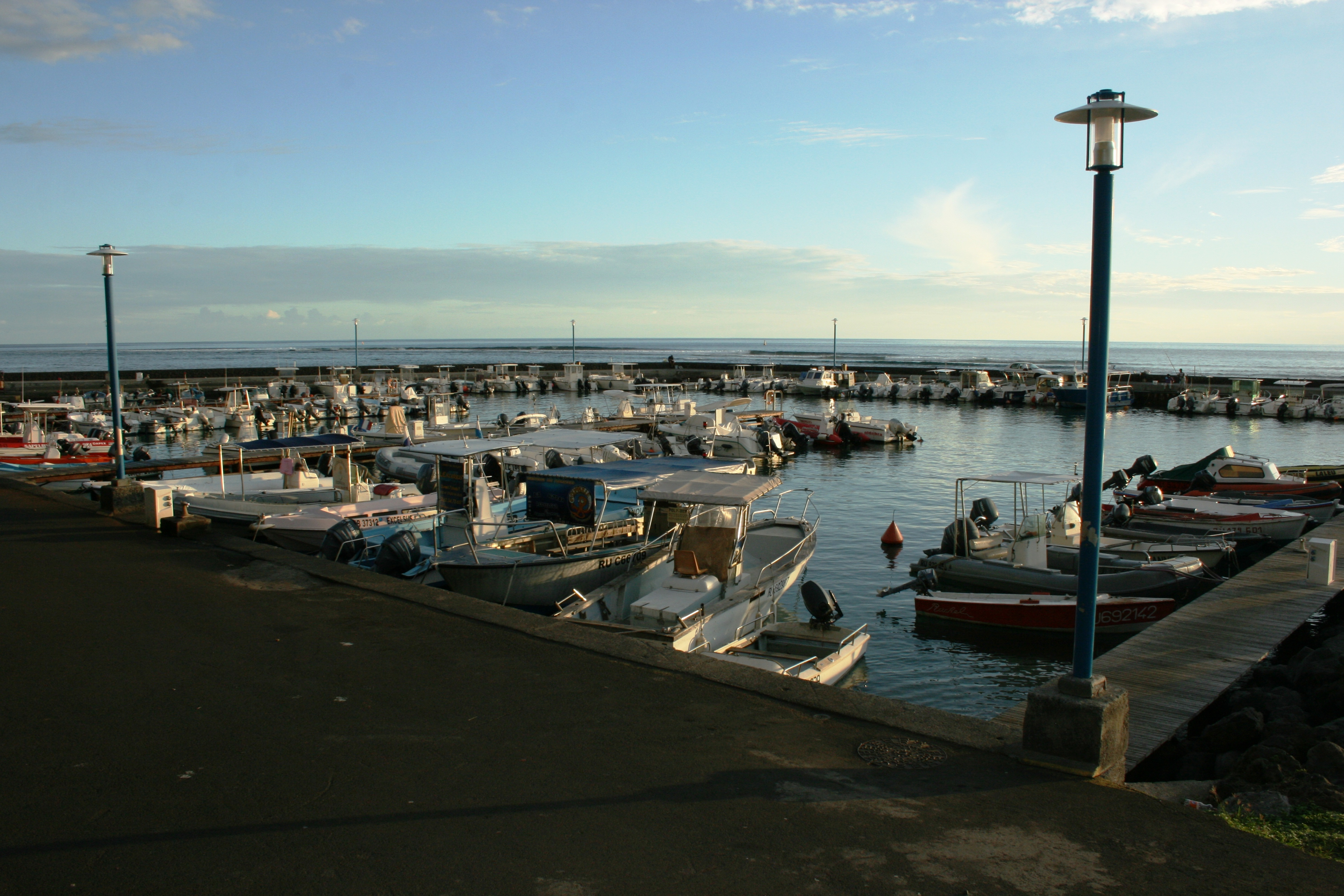
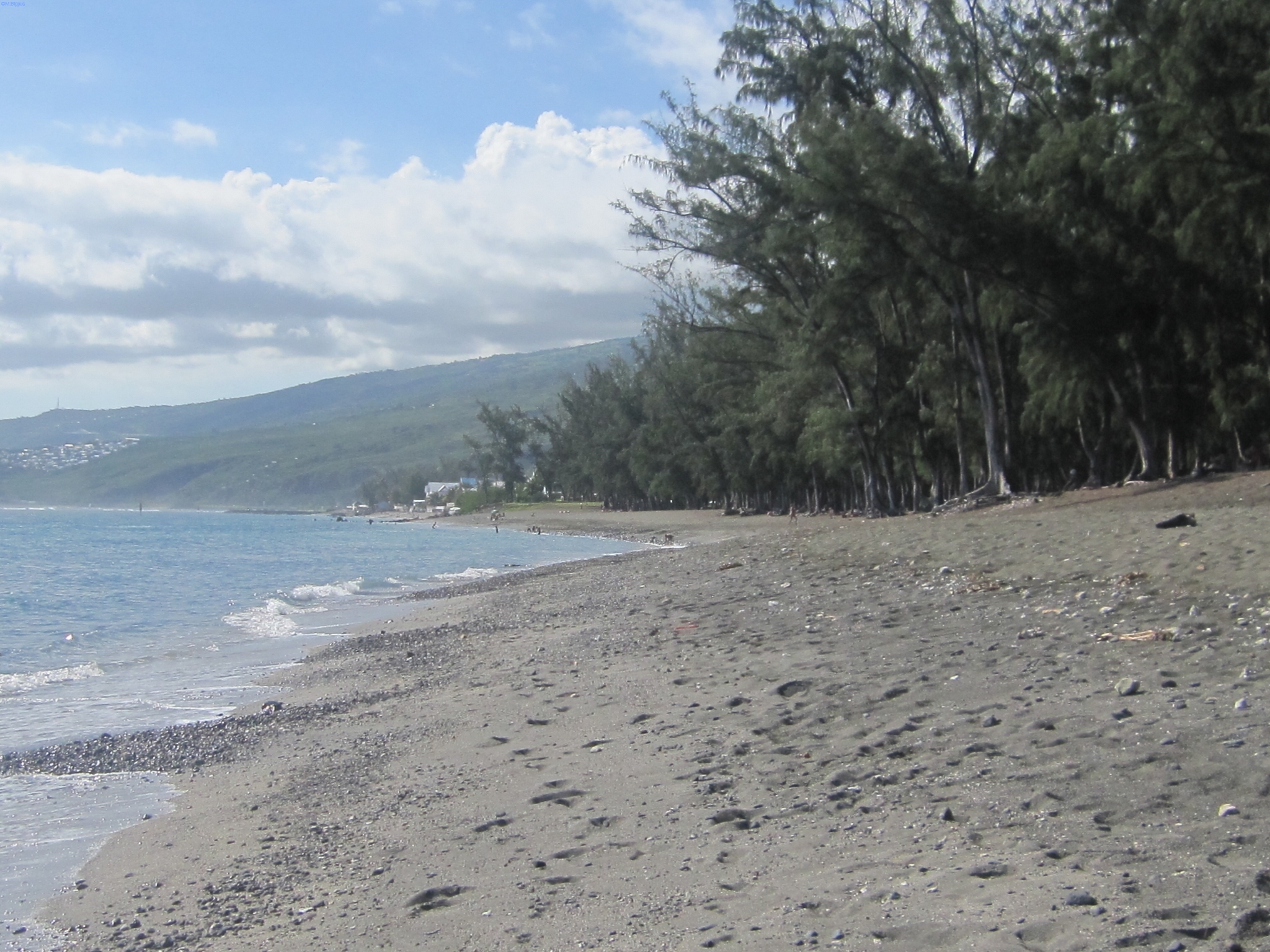